# Natalie Bauer-Lechner
Natalie Bauer-Lechner, geb. Lechner (* 9. Mai 1858 in Penzing, heute zu Wien; † 8. Juni 1921 in Wien), war eine Bratschistin, die u. a. mit dem Streichquartett-Ensemble von Marie Soldat-Röger zwischen 1895 und 1913 durch ganz Europa tourte. Sie war außerdem eine langjährige Vertraute von Gustav Mahler.

Natalie Bauer-Lechner (1897)

## Leben
Natalie Anna Juliana Bauer-Lechner war die älteste Tochter des Wiener Universitätsbuchhändlers Rudolf Lechner (1822–1895) und der Julie, geb. von Winiwarter (1831–1905). Sie studierte am Wiener Konservatorium Violine und Klavierbegleitung, wo sie 1872 absolvierte. Am 27. Dezember 1875, mit siebzehn Jahren, heiratete sie veranlasst durch ihre Eltern den am 16. Februar 1836 in Mosonmagyaróvár geborenen verwitweten Professor für chemische Technologie an der Technischen Hochschule Wien, Alexander Bauer (1836–1921). Bauers kleine Töchter waren damals elf, acht und ein Jahr alt. Am 19. Juni 1885 wurde die Ehe einverständlich geschieden.
Ab 1885 bis zu ihrem Tod lebte Natalie Bauer-Lechner als Bratschistin und Violinpädagogin in Wien. Von 1895 bis 1913 spielte sie Bratsche im Damen-Streichquartett von Marie Soldat-Röger (1. Violine), zusammen mit Elly Finger-Bailetti (2. Violine, ab 1898 Elsa von Plank) und Lucy Herbert-Campbell (Violoncello, ab 1903 Leontine Gärtner). Das Quartett debütierte am 11. März 1895 im Wiener Bösendorfer-Saal und gab insgesamt 51 Konzerte zwischen 1895 und 1913 in Wien und weitere auf Auslandstourneen. Bauer-Lechner schloss sich nach ihrer gescheiterten Ehe Gustav Mahler an, das Naheverhältnis endete nach Mahlers Verlobung mit Alma Schindler. Zentraler Zeitraum der Kontakte zwischen Mahler und Bauer-Lechner ist die Zeit zwischen 1890 und 1901.

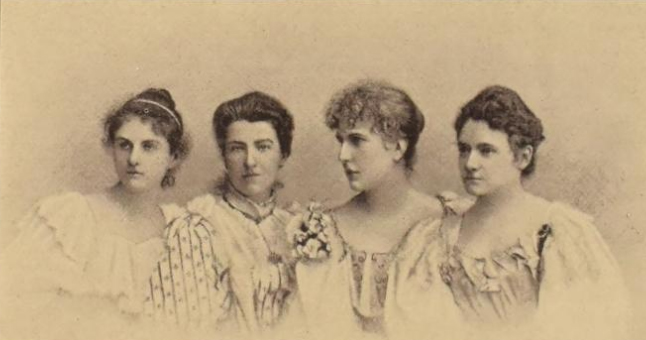
Das Soldat-Röger-Quartett (Quelle: A. Ehrlich. Das Streich-Quartett in Wort und Bild. Leipzig 1898, S. 25.) v.l.: Elly Finger-Bailletti, Natalie Lechner-Bauer, Lucy Campbell, Marie Soldat-Röger

In fortgeschrittenen Jahren entwickelte sich Natalie Bauer-Lechner zur Feministin und Pazifistin. 1907 veröffentlichte sie im väterlichen Verlag das Buch Fragmente. Gelerntes und Gelebtes, eine Sammlung von Aphorismen und Essays zu künstlerischen, politischen, philosophischen und psychologischen Themen, in denen sich ein starker Bezug zur Frauenfrage findet. Vor allem in den Kapiteln Beruf und Liebe, Sozialismus und Frauenfrage, Kindererziehung, Die Frauen – Sexuelle Fragen und Weiberkleidung werden frauenspezifische Themen konkret behandelt. Der 1918 publizierte Artikel gegen den Krieg Über den Krieg führte zu einer Haftstrafe wegen Hochverrats. 1921 hielt sich Natalie Bauer-Lechner im Sanatorium der Wiener Kaufmannschaft bis zum 26. Februar auf. Danach lebte sie bis zu ihrem Tod am 8. Juni 1921 im Haus ihres Bruders Oskar. Dort wurde sie zu einem vereinbarten Tagessatz von 300 Kronen versorgt. Die Nachlasssumme inklusive ihrer Geige wurde mit 77.000 Kronen festgesetzt, was dem in anderen Quellen dargestellten Tod in Armut widerspricht. Natalie Bauer-Lechner wurde in der Gruft der Familie Lechner am Wiener Zentralfriedhof beigesetzt.
Bruchstücke der „Mahleriana“ wurden in Der Merker (April 1913) anonym und in Musikblätter des Anbruch (April 1920) publiziert. Erinnerungen an Gustav Mahler kam 1923 heraus. Das Material befindet sich derzeit im Eigentum des Mahler-Forschers Henry-Louis de La Grange. Das Manuskript ist nicht intakt. Zahlreiche Seiten wurden von unbekannter Hand herausgerissen.

## Sonstiges
Natalie Bauer-Lechner war die Großtante von Herbert Killian, dem „Nestor der Forstgeschichte“ in Österreich. Killian gab 1984 ihre gesammelten „Erinnerungen an Gustav Mahler“ (Gustav Mahler in den Erinnerungen von Natalie Bauer-Lechner) heraus. Ihre „Mahleriana“, die auf einem nicht erhaltenen privaten Tagebuch der Jahre 1890–1912 basieren, bieten wertvolle Einblicke in Mahlers berufliches und privates Leben jener Jahre.

## Werke
- Fragmente: Gelerntes und Gelebtes. Wien 1907
- Erinnerungen an Gustav Mahler. E. P. Tal & Co., Wien-Leipzig 1923 (archive.org). Revidierte und erweiterte Ausgabe: Herbert Killian (Hrsg.), Knud Martner (Anmerkungen): Gustav Mahler in den Erinnerungen von Natalie Bauer-Lechner. Wagner, Hamburg 1984, ISBN 3-921029-92-9.

## Filme
- Meine Zeit wird kommen. Gustav Mahler in den Erinnerungen von Natalie Bauer-Lechner. Spiel-Dokumentarfilm, Österreich 2010. (Regie: Beate Thalberg. Darsteller: Petra Morzé und Robert Ritter).